# Tremplins du Praz
Les tremplins du Praz, sont des tremplins de saut à ski situés à Courchevel (Savoie). C'est l'un des sites de saut à ski les plus importants de France.
Construits en 1990 afin d'accueillir deux ans plus tard les épreuves des Jeux olympiques d'hiver de 1992 se tenant à Albertville, les tremplins sont toujours exploités et gérés par la Mairie de Courchevel.
Le site accueille notamment chaque année une étape du Grand Prix d'été de saut à ski.
Sur le site, se trouvent les tremplins olympiques K-90 et K-120, et également un K-25 et un K-60.
Les quatre tremplins sont équipés de revêtement synthétique pour la pratique estivale.

## Historique
Sur ce site était déjà présent un tremplin dans les années 1940 et 1950,.
Il y a eu également un autre tremplin de 50 mètres sur un autre site, à Courchevel 1850 construit en 1970, et utilisé jusqu'à la fin des années 1980,.
Le site est choisi pour l'organisation des épreuves de combiné nordique et de saut à ski, des Jeux olympiques d'hiver de 1992 d'Albertville.
Deux tremplins de saut à skis de 90 et 120 mètres sont édifiés. L'équipement est modifié afin d'être utilisable en période estivale. Son coût final revient à 134 millions de francs, alors que l'évaluation initiale l'avait estimée à 61 millions.
Une rénovation des tremplins est envisagée dans l'optique des Jeux olympiques de 2030.

## Compétitions
Le tremplin accueille des compétitions nationales (championnat de France, épreuves de la Coupe de France) et internationales. Depuis 2017, le tremplin accueille le Redbull 400. Cette course consiste à réaliser la montée de l'aire de réception du plus grand tremplin.

### Épreuves internationales

#### Combiné nordique
Outre les compétitions des jeux olympiques de 1992, le tremplin a accueilli des épreuves de la Coupe du monde (le 21 décembre 1991 et le 12 décembre 1992) ainsi que de la Coupe du monde B, le 2 mars 1997.

#### Saut à ski
Le tremplin HS 96 du Praz a accueilli sa première épreuve de Coupe du monde de saut à ski le 17 janvier 1991 dans le cadre des préliminaires olympiques, puis le 20 janvier 1991, a lieu la première épreuve de Coupe du monde sur le HS 132.
En 1992 les tremplins du Praz accueillent les concours de saut des jeux olympiques d'Albertville.
Depuis lors, il a accueilli une seule fois une épreuve de Coupe du monde le 17 décembre 1993, et quelques Coupes continentales.
Le site du Praz est une étape annuelle du Grand Prix d'été depuis 1997, et c'est d’ailleurs sur ce site qu'a eu lieu le tout premier Grand Prix par équipes mixtes le 14 août 2012, et le tout premier Grand Prix féminin le 15 août 2012. L'année suivante, le 14 août 2013, un concours par équipes mixtes a lieu à nouveau, mais sur le HS 132, pour la première fois sur un « gros tremplin » pour un concours mixte.

### Résultats
| Date             | Événement               | Tremplin | Premier                                                                         | Deuxième                                                                     | Troisième                                                                                |
| ---------------- | ----------------------- | -------- | ------------------------------------------------------------------------------- | ---------------------------------------------------------------------------- | ---------------------------------------------------------------------------------------- |
| 17 janvier 1991  | Coupe du monde          | K90      | annulée en raison du manque de neige                                            | annulée en raison du manque de neige                                         | annulée en raison du manque de neige                                                     |
| 20 janvier 1991  | Coupe du monde          | K120     | annulée en raison du manque de neige                                            | annulée en raison du manque de neige                                         | annulée en raison du manque de neige                                                     |
| 9 février 1992   | Jeux olympiques         | K90      | Ernst Vettori                                                                   | Martin Höllwarth                                                             | Toni Nieminen                                                                            |
| 16 février 1992  | Jeux olympiques         | K120     | Toni Nieminen                                                                   | Martin Höllwarth                                                             | Heinz Kuttin                                                                             |
| 20 février 1992  | Jeux olympiques         | K120     | Finlande- Ari-Pekka Nikkola - Mika Laitinen - Risto Laakkonen - Toni Nieminen   | Autriche- Heinz Kuttin - Ernst Vettori - Martin Höllwarth - Andreas Felder   | Tchécoslovaquie- Tomáš Goder - František Jež - Jaroslav Sakala - Jiří Parma              |
| 17 décembre 1993 | Coupe du monde          | K120     | Andreas Goldberger                                                              | Jinya Nishikata                                                              | Jaroslav Sakala                                                                          |
| 14 août 1997     | Grand-Prix              | K120     | Masahiko Harada                                                                 | Espen Bredesen                                                               | Takanobu Okabe                                                                           |
| 14 août 1998     | Grand-Prix              | K120     | Nicolas Dessum                                                                  | Janne Ahonen                                                                 | Martin Schmitt                                                                           |
| 14 août 1999     | Grand-Prix              | K120     | Andreas Widhölzl                                                                | Masahiko Harada                                                              | Andreas Goldberger                                                                       |
| 29 janvier 2000  | Coupe continentale (pl) | K90      | Janne Ylijärvi                                                                  | Nicolas Dessum                                                               | Christof Duffner                                                                         |
| 30 janvier 2000  | Coupe continentale (pl) | K90      | Nicolas Dessum                                                                  | Dirk Else                                                                    | Christof Duffner                                                                         |
| 14 août 2000     | Grand-Prix              | K120     | Janne Ahonen Hideharu Miyahira                                                  |                                                                              | Martin Schmitt                                                                           |
| 14 août 2001     | Grand-Prix              | K120     | Andreas Widhölzl                                                                | Adam Małysz                                                                  | Janne Ahonen                                                                             |
| 19 janvier 2002  | Coupe continentale (pl) | K120     | Jörg Ritzerfeld                                                                 | Michael Neumayer                                                             | Daniel Forfang                                                                           |
| 20 janvier 2002  | Coupe continentale (pl) | K120     | Nicolas Dessum                                                                  | Michael Neumayer                                                             | Jörg Ritzerfeld                                                                          |
| 14 août 2002     | Grand-Prix              | K120     | Andreas Widhölzl                                                                | Clint Jones                                                                  | Robert Kranjec                                                                           |
| 14 août 2003     | Grand-Prix              | K120     | Sigurd Pettersen                                                                | Thomas Morgenstern                                                           | Noriaki Kasai                                                                            |
| 7 août 2004      | Grand-Prix              | HS132    | Adam Małysz                                                                     | Martin Höllwarth                                                             | Rok Benkovič                                                                             |
| 14 août 2005     | Grand-Prix              | HS132    | Thomas Morgenstern                                                              | Michael Neumayer                                                             | Wolfgang Loitzl                                                                          |
| 4 février 2006   | FIS-Cup                 | HS96     | Emmanuel Chedal                                                                 | Damien Maitre                                                                | Vincent Descombes Sevoie                                                                 |
| 5 février 2006   | FIS-Cup                 | HS96     | Anssi Koivuranta                                                                | Emmanuel Chedal                                                              | Vincent Descombes Sevoie                                                                 |
| 14 août 2006     | Grand-Prix              | HS132    | Gregor Schlierenzauer                                                           | Wolfgang Loitzl                                                              | Adam Małysz                                                                              |
| 20 janvier 2007  | Juniors                 | HS96     | David Unterberger                                                               | Mitja Mežnar                                                                 | Felix Schoft                                                                             |
| 21 janvier 2007  | Juniors                 | HS96     | Mitja Mežnar                                                                    | Andreas Wank                                                                 | Thomas Thurnbichler                                                                      |
| 14 août 2007     | Grand-Prix              | HS132    | Bjørn Einar Romøren                                                             | Adam Małysz                                                                  | Georg Späth                                                                              |
| 3 août 2008      | Grand-Prix              | HS132    | Harri Olli                                                                      | Georg Späth                                                                  | Simon Ammann                                                                             |
| 14 août 2009     | Grand-Prix              | HS132    | Simon Ammann                                                                    | Adam Małysz                                                                  | Roman Koudelka                                                                           |
| 6 mars 2010      | FIS-Cup                 | HS96     | Felix Schoft                                                                    | Arthur Pauli                                                                 | Stefan Hayböck (de)                                                                      |
| 7 mars 2010      | FIS-Cup                 | HS96     | Felix Schoft                                                                    | Stefan Hayböck (de)                                                          | Marinus Kraus                                                                            |
| 31 juillet 2010  | Coupe continentale      | HS132    | Jakub Janda                                                                     | Antonín Hájek                                                                | Danny Queck (de)                                                                         |
| 1er août 2010    | Coupe continentale      | HS132    | Jakub Janda                                                                     | Antonín Hájek                                                                | Rok Zima                                                                                 |
| 13 août 2010     | Grand-Prix              | HS132    | Daiki Itō                                                                       | Thomas Morgenstern David Zauner                                              |                                                                                          |
| 30 juillet 2011  | Coupe continentale      | HS132    | Andreas Wank                                                                    | Stefan Kraft                                                                 | Manuel Poppinger                                                                         |
| 31 juillet 2011  | Coupe continentale      | HS132    | Andreas Wank                                                                    | MacKenzie Boyd-Clowes                                                        | Tomaž Naglič                                                                             |
| 12 août 2011     | Grand-Prix              | HS132    | Thomas Morgenstern                                                              | Richard Freitag                                                              | Kamil Stoch                                                                              |
| 14 août 2012     | Grand-Prix              | HS96     | Japon- Yūki Itō - Sara Takanashi - Noriaki Kasai - Yuta Watase                  | Allemagne- Katharina Althaus - Ulrike Gräßler - Pascal Bodmer - Andreas Wank | Autriche- Jacqueline Seifriedsberger - Daniela Iraschko - David Zauner - Michael Hayböck |
| 15 août 2012     | Grand-Prix              | HS96     | Alexandra Pretorius                                                             | Daniela Iraschko                                                             | Jacqueline Seifriedsberger                                                               |
| 16 août 2012     | Grand-Prix              | HS132    | Reruhi Shimizu                                                                  | Andreas Wank                                                                 | Tom Hilde                                                                                |
| 14 août 2013     | Grand-Prix              | HS132    | Allemagne- Svenja Würth - Michael Neumayer - Ulrike Gräßler - Andreas Wellinger | Japon- Yūki Itō - Yuta Watase - Sara Takanashi - Taku Takeuchi               | France- Léa Lemare - Nicolas Mayer - Coline Mattel - Vincent Descombes Sevoie            |
| 15 août 2013     | Grand-Prix              | HS96     | Ema Klinec                                                                      | Sarah Hendrickson                                                            | Yūki Itō                                                                                 |
| 15 août 2013     | Grand-Prix              | HS132    | Andreas Wellinger                                                               | Andreas Wank                                                                 | Michael Neumayer                                                                         |
| 11 janvier 2014  | Coupe continentale      | HS96     | Rok Justin                                                                      | Pius Paschke                                                                 | Ronan Lamy Chappuis                                                                      |
| 12 janvier 2014  | Coupe continentale      | HS96     | Rok Justin                                                                      | Karl Geiger                                                                  | Matjaž Pungertar                                                                         |

## Homologation

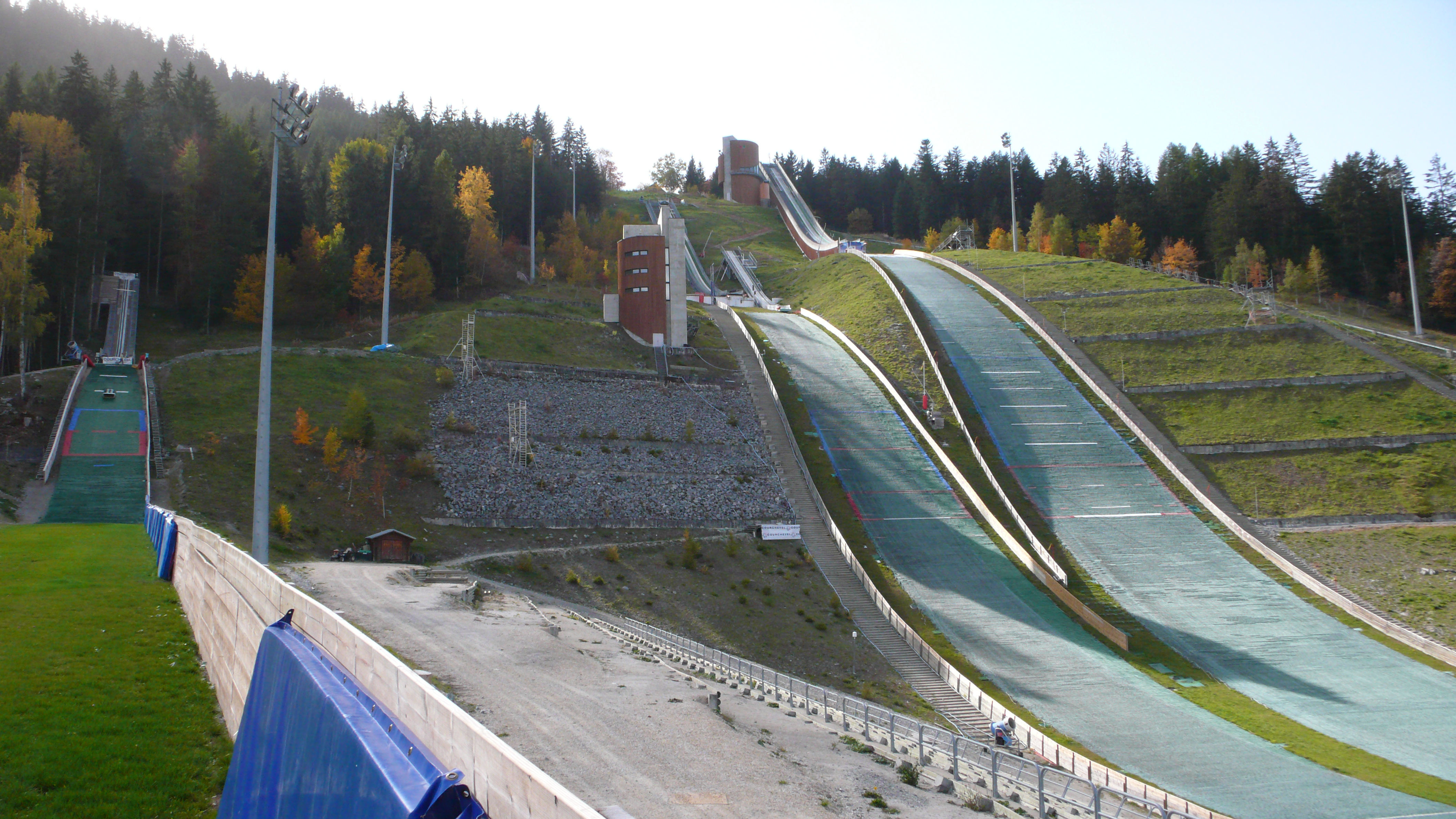
les quatre tremplins

Les deux plus gros tremplins du site du Praz sont homologués par la Fédération internationale de ski pour des compétitions internationales, leurs certificats sont valables jusqu'au 31 décembre 2016 :
- le « tremplin normal » porte la dénomination « Courchevel W 90 » et le numéro « 296 FRA/15 », sa taille est HS 96, pour un point K à 90,00 mètres et un point P à 70,00 mètres[12] ;
- le « gros tremplin » porte la dénomination « Courchevel W 120 » et le numéro « 295 FRA/14 », sa taille est HS 132, pour un point K à 120,00 mètres et un point P à 90,00 mètres[13].

Deux autres tremplins du site sont homologués par la Fédération française de ski pour des compétitions nationales :
- un tremplin K60 de HS 65, homologué jusqu'au 31 décembre 2012 sous le numéro 03/SA/65 ;
- un tremplin dit « Jeunes » K25 de HS 30, homologué jusqu'au 31 décembre 2012 sous le numéro 04/SA/30.